# Valget til den tyske rigsdag 1930
Valget i Tyskland 1930 blev afholdt den 14. september 1930. Antallet af mandater i riksdagen var forinden blev øget fra 491 (ved valget i 1928) til 577. SPD forblev største parti, men deres totale tilslutning gik tilbage. Det nationalsocialistiske parti NSDAP gik fra 12 til 107 mandater.

## Resultater
| Parti                                                  | Mandater |
| ------------------------------------------------------ | -------- |
| SPD                                                    | 143      |
| NSDAP (nazister)                                       | 107      |
| KPD (kommunister)                                      | 77       |
| Det katolske centerparti                               | 68       |
| DNVP (konservative)                                    | 41       |
| DVP (nationalliberale)                                 | 30       |
| RPDM (næringslivsparti)                                | 23       |
| DDP (liberale)                                         | 20       |
| Bayerische Volkspartei (BVP; konservativt-agraristisk) | 19       |
| DBP (bondepartiet)                                     | 6        |
| CSVD (protestanter)                                    | 4        |
| KVP (konservative)                                     | 4        |
| BL (bondeforbundet)                                    | 3        |
| Deutsch-Hannoversche Partei (hannoverske loyalister)   | 3        |
| Totalt                                                 | 577      |

Notater: Tabellen indeholder kun de partier som blev repræsenteret i Rigsdagen.
| Valg | Spire Denne valgsartikel er en spire som bør udbygges. Du er velkommen til at hjælpe Wikipedia ved at udvide den. |